# Suspensión activa

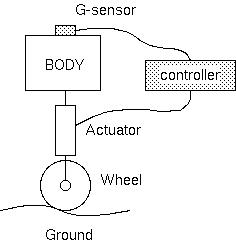
Representación gráfica

Las suspensiones activas se componen de un sistema hidráulico o neumático, capaz de generar fuerzas para compensar el balanceo y el cabeceo del vehículo. Un computador se encarga de recoger los datos tomados por sensores distribuidos estratégicamente para poder enviar las señales adecuadas a los actuadores en realidad esto solo funciona a todos los sensores del automóvil y que estos actúen de forma que se mantenga un nivel máximo de estabilidad.
La principal ventaja de la suspensión activa frente a la suspensión pasiva es que la suspensión activa permite un control de cada rueda independiente. Gracias a este control se consigue mayor adherencia del vehículo al terreno, con lo que se aumenta la seguridad en la conducción.
La principal desventaja de la suspensión activa es su elevado costo, principalmente para el control sobre altas frecuencias, cuya implementación resulta demasiado cara, por lo que es inviable en vehículos de serie.